# Treball de camp

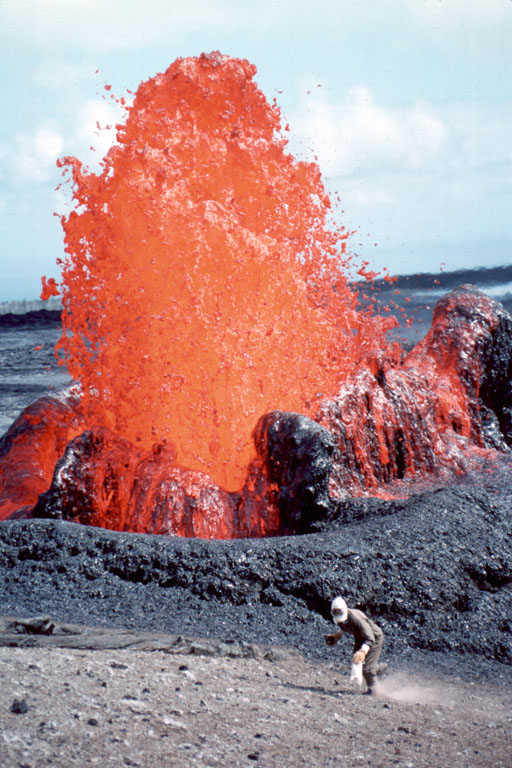
Un geòleg recol·lectant mostres al volcà Kilauea

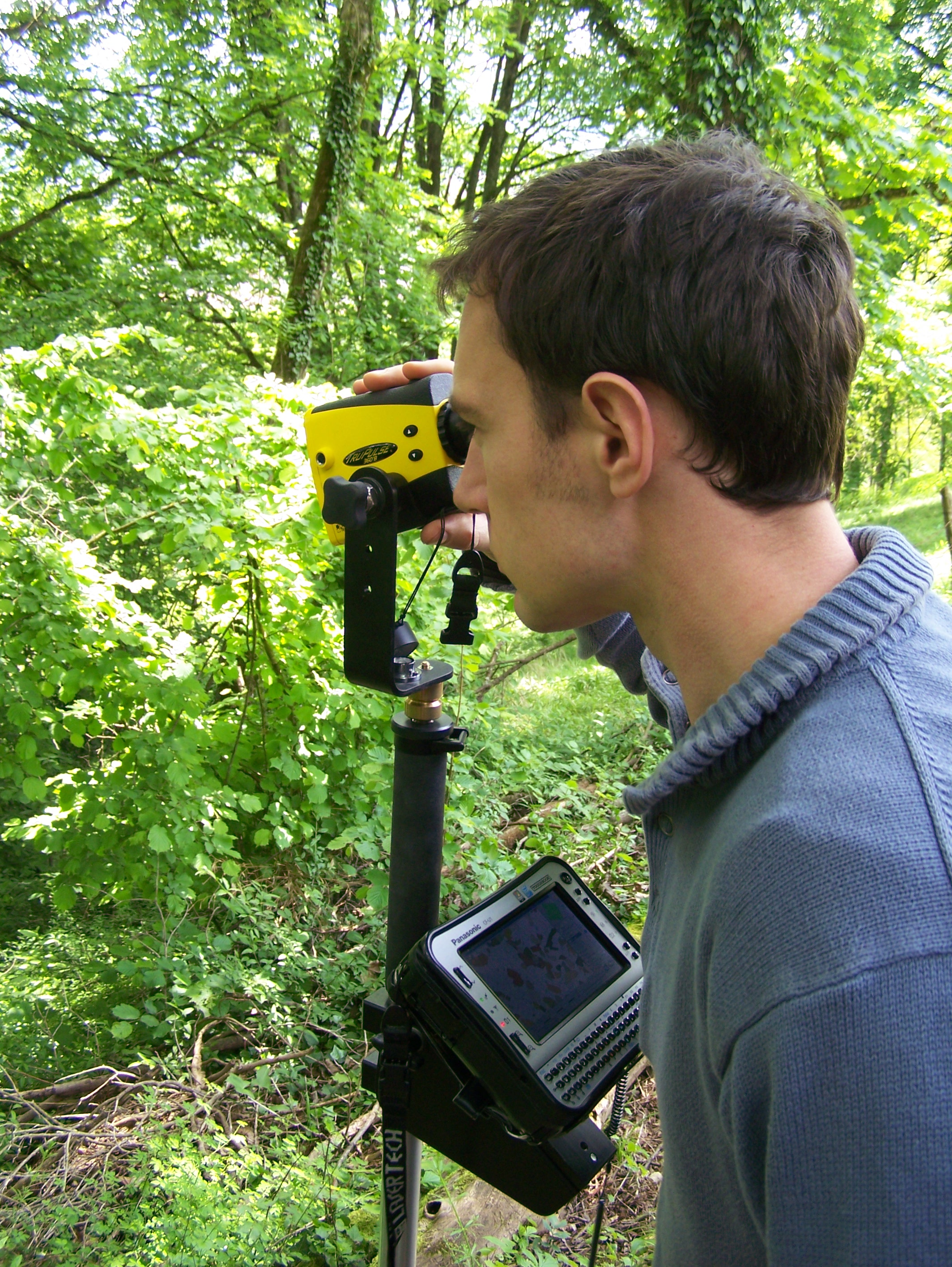
Field-Map: tecnologia utilitzada per a mapar, recollir i processar dades de camp. A la imatge es presenta el telèmetre làser TruPulse 360B i l'ordinador de camp Panasonic CF-U1.

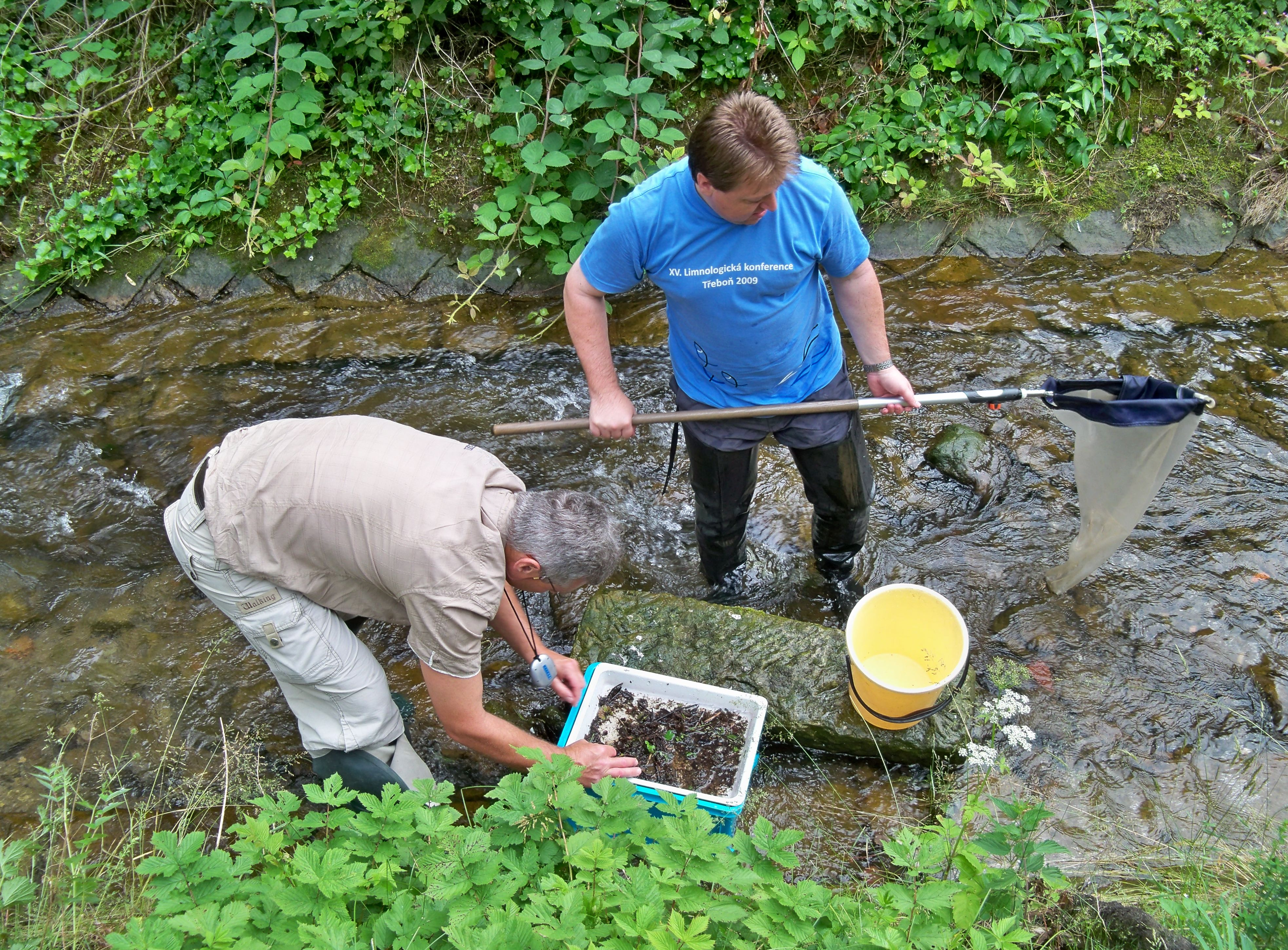
Biòlegs recopilant informació de camp al riu Krippenbach

El treball de camp i els quaderns de camp, per als apunts d'observacions i els dibuixos, són expressions corrents que es refereixen als mètodes d'investigació sobre el terreny, tradicionalment de les ciències naturals i de les ciències socials, com l'antropologia cultural. És aquella recerca que no es fa en el gabinet d'investigació o laboratori, sinó en el lloc mateix dels fets. Pot ser observació participativa o no, transversal o longitudinal, i és un disseny flexible d'una descripció de la conducta cultural d'un grup social o població. Té diferents matisos quant a l'enfocament de dades qualitatives que fa l'antropologia o la ciència política en relació als graus d'observació, participació i nombre d'individus de la mostra.
El treball de camp és un mètode experimental, d'assaig d'hipòtesis, d'alimentació de models teòrics o de mera obtenció de dades específiques per a respondre a preguntes concretes. La seva principal característica és que actua sobre el terreny on es donen els fets utilitzant tècniques diferents al treball de laboratori.
La persona investigadora ha de planificar detalladament el seu treball per a la recol·lecció d'informació o per al treball de camp. Totes les investigacions tenen el comú el fet de recollir dades amb diverses tècniques directament de la font d'estudi, generalment sobre les característiques, fenòmens o comportaments que no es poden construir en un laboratori.

## Ciències socials
No només les ciències naturals fan treball de camp sinó totes les ciències socials comparteixen al treball de camp com a eina de recerca. Per exemple, en pedagogia es fa treball de camp quan, a través de l'observació, exàmens, entrevistes o enquestes s'analitza el comportament acadèmic de l'alumnat.
El paper del treball de camp en sociologia és més general, simplement es refereix a la part de la investigació que es desenvolupa fora del laboratori sociològic per a la fase de l'enquesta o per a l'observació i no a un particular mètode etnogràfic. L'estudi de casos en les empreses amb comunitats de pràctica i amb grups de treball, té connotacions de treball de camp i de dissenys quasi experimentals. Aquests mètodes de gestió són igualment vàlids en sociologia per al disseny de projectes d'investigació i desenvolupament amb la «investigació basada en la comunitat» o amb l'«educació social basada en l'escola comunitària» i amb la potenciació de la participació i el pragmatisme.